# Нижньофранкські мови
Нижньофранкські мови, низькофранкські мови, нідерландські — лінгвістична категорія, яка використовується для класифікації низки історичних і сучасних західногерманських різновидів, тісно пов’язаних із нідерландською мовою, включаючи її. Більшість діалектів і мов, включених до цієї категорії, поширені в Нідерландах, північній Бельгії (Фландрії), у департаменті Північ у Франції, на заході Німеччини (Нижній Рейн), а також у Суринамі, Південній Африці та Намібії.

## Термінологія
Термін франкська або франконська як сучасна лінгвістична категорія був введений німецьким лінгвістом Вільгельмом Брауне (1850–1926). Він розділив франконську мову, яка містила обидва німецькі діалекти, які зазнали та не зазнали другого германського зсуву приголосних, на нижню, середню та верхню франконську, причому використання нижнього означало, що ця категорія не брала участі в звуковому зсуві.
Низькофранкська мова є суто лінгвістичною категорією, і вона не використовується як термін для самоназви серед носіїв німецьких діалектів, традиційно об’єднаних у неї.
У галузі історичної філології термінологія для історичних фаз нижньофранкської мови не є аналогічною традиційним давньоверхньонімецьким / середньоверхньонімецьким та давньонижньонімецьким / середньонижньонімецьким дихотоміям, причому терміни давньонідерландська та середньонідерландська мова зазвичай надаються перевагу. Давньонижньофранкська та середньонижньофранкська у більшості контекстів. Через сильний взаємозв’язок категорії з нідерландською мовою та її історичними формами, нижньофранкська іноді використовується як синоніми з голландською, хоча останній термін може мати як ширше, так і вужче значення залежно від конкретного контексту. Англомовні публікації альтернативно використовують нідерландську як синонім нижньофранкської мови, тим самим вказуючи на тісний зв’язок категорії з голландською, не використовуючи її як синонім.
Історично нижньофранкську мову інколи об’єднували з нижньосаксонською, яку називають нижньонімецькою. Однак, оскільки це групування базується не на загальних мовних інноваціях, а радше на відсутності верхньонімецького зсуву приголосних, сучасні лінгвістичні довідники не групують їх разом.

## Витоки

Території розселення франків до 5 століття:
Салічні франки
Рипуарські франки

Незважаючи на назву, діахронічний зв’язок із давньофранкською мовою, незасвідченою мовою, якою розмовляли франки, незрозумілий для більшості різновидів, об’єднаних у широку «франкську» категорію, головним чином через сильний вплив ельбських германських /верхньонімецьких особливостей на середньо- та високофранконські різновиди після періоду міграції. Діалекти нижньофранкської групи становлять виняток із цього, причому діалекти, як правило, вважаються найбільш прямими нащадками старофранкської мови. Таким чином, давньонідерландська та середньоголландська мови разом із запозиченими словами у давньофранцузькій є основними мовами, які використовуються для реконструкції давньофранкської за допомогою порівняльного методу. В історичній лінгвістиці давньонижньофранкська є синонімом давньонідерландської. Залежно від автора, часова межа між давньоголландською та давньофранкською мовами визначається або початком другого германського зсуву приголосних у східній франкській мові, асиміляцією незасвідченого прибережного діалекту, що демонструє північноморські германські особливості західнофранкською мовою під час закриття 9 століття або поєднання обох. Деякі лінгвісти використовують терміни давньонижньофранкська або західнофранкська, щоб конкретно позначити дуже рідко засвідчені різновиди давньонідерландської мови, якими розмовляли до її асиміляції прибережним діалектом.
Староголландська мова поділяється на давньозахідно-голландську та давньосхідно-голландську, причому нащадки давньозахідно-голландської утворюють домінуючу основу середньоголландської літературної мови, а давньосхідно-нідерландська утворює помітний субстрат у діалектах лімбурзької мови.

## Сучасна класифікація
- Нижня Франконська / Нідерландська
  - Брабантський
  - Західнофламандський
  - Східнофламандський
  - Центральнонідерландський
    - Голландський
    - Південний Гулдеріш (також званий Клеверлендіш або Клевіан)

  - Зеландська

Існують джерела для включення лімбурзької та південно-східної лімбурзької / низькодітської.
Нідерландська стандартна мова, заснована переважно на фламандських, брабантських і голландських діалектах, мала значний вплив на західнофризькі діалекти та нижньосаксонські діалекти, якими розмовляють у Нідерландах, а також на східнофризькі діалекти Німеччини; до ефекту створення значної інтерференції субстрату в цих різновидах.

## Втрата впливу
До раннього Нового часу всі носії різновидів нижньофранкської мови використовували Середньонідерландську або ранньосучасну нідерландську як свою літературну мову та дахшпрацьку. Помітна зміна відбулася в 19 столітті, коли традиційно голландськомовний регіон Французька Фландрія пережив період франкізації під егідою французького уряду. Подібний процес відбувався в регіоні Нижній Рейн, який тоді був частиною Пруссії, де також відбулася широка германізація, а публічне та офіційне використання нідерландської мови було заборонено. Крім того, історично нідерландськомовний Брюссельський столичний регіон офіційно є двомовним, але тепер переважно франкомовним.

## Див.також
- Африкаанс
- Діалекти нідерландської мови
- Франкські діалекти
- Істевони
- Історія нідерландської мови
- Середньонідерландська мова

## Подальше читання
- Ейлер, Вольфрам (2013). Das Westgermanische – von der Herausbildung im 3. bis zur Aufgliederung im 7. Jahrhundert – аналіз та реконструкція (Західногерманська: від її появи в 3-му столітті до розпаду в 7-му столітті нашої ери: аналіз і реконструкція). 244 с., німецькою мовою з англійським резюме, Verlag Inspiration Un Limited, Лондон/Берлін 2013,ISBN 978-3-9812110-7-8 .
- Маурер, Фрідріх (1942), Nordgermanen und Alemannen: Studien zur germanischen und frühdeutschen Sprachgeschichte, Stammes- und Volkskunde, Strasbourg: Hünenburg.